# Novosokol'niki
Novosokol'niki (anche traslitterata come Novosokolniki) è una cittadina della Russia europea (oblast' di Pskov), situata  a breve distanza dalla frontiera con la Bielorussia, 287 km a sudest del capoluogo, sul fiume Malyj Udraj. È capoluogo del distretto omonimo.
Fondata nel 1901 in seguito allo sviluppo della stazione ferroviaria omonima, ottenne lo status di città nel 1925.
Novosokol'niki è un importante nodo ferroviario, dal momento che sorge all'incrocio delle importanti linee fra Mosca-Riga e San Pietroburgo-Kiev.

## Società

### Evoluzione demografica
Fonte: mojgorod.ru
- 1939: 9.000
- 1959: 9.500
- 1970: 9.700
- 1989: 10.700
- 2002: 9.757
- 2007: 9.100